# Ilie Gașpăr
Ilie Gașpăr (n. 28 iunie 1930, Devesel, județul Mehedinți – d. 16 decembrie 2004, Suceava) a fost un ameliorator și genetician român, specialist în cereale păioase, recunoscut pentru crearea soiurilor de grâu („Bucovina”, „Suceava 1984”, „Aniversar”), secară („Gloria”, „Orizont”, „Ergo”), triticale („Silver”, „Prospect”) și orzoaică („Prima”, „Farmec”, „Maria”). A activat peste patru decenii (1957–2003) la Stațiunea de Cercetări Agricole (SCA) Suceava, contribuind la dezvoltarea cercetării agricole în România. A publicat peste 160 de lucrări științifice și trei monografii, fiind laureat al Premiului Academiei Române de două ori.

## Biografie
Copilărie și educație  
Ilie Gașpăr s-a născut la 28 iunie 1930 în Devesel, județul Mehedinți, într-o familie de țărani. A urmat școala primară în satul natal (1936–1943) și Liceul „Traian” din Turnu Severin (1943–1950). Influențat de profesoara de biologie Ioana Ioan, a optat pentru genetica și ameliorarea plantelor. În 1950, a fost trimis la studii în URSS, la Facultatea de Biologie-Pedologie a Universității de Stat din Leningrad (Sankt Petersburg), obținând diploma de biolog-genetician cu merit în 1955. A susținut doctoratul la Centrul de Cercetări Biologice al Academiei Române, Filiala Cluj (1967–1969), cu teza „Studii evoluționist-genetice la Genul Secale”, sub îndrumarea profesorului Emil Pop. A efectuat stagii de perfecționare în Ucraina, Cehia, Germania, Polonia, Mongolia, URSS și Belarus. 
Carieră profesională  
În 1957, a fost repartizat la Stațiunea de Cercetări Agricole Suceava, unde a activat în Laboratorul de Genetică și Ameliorare până în 2003, inclusiv după pensionarea din 1995. A coordonat cercetările naționale pentru genetica și ameliorarea grâului, secarei, triticalei și orzoaicei de toamnă. A participat la 27 de congrese și simpozioane internaționale în Germania, Ungaria, Rusia, Polonia, Cehoslovacia, Mongolia, Ucraina și Bulgaria, stabilind colaborări cu specialiști din domeniul ameliorării plantelor. 

## Activitate științifică
Ilie Gașpăr a publicat peste 160 de lucrări științifice și trei monografii, contribuind la genetica și ameliorarea cerealelor păioase. A studiat factorii ecologici, rezistența la boli și dăunători, tehnologiile de producere a semințelor și infecțiile cu ciuperca Claviceps purpurea. A creat soiuri de grâu, secară, triticale și orzoaică adaptate condițiilor din Bucovina. 
Ameliorarea grâului
A creat soiul „Bucovina”, recunoscut ca cel mai timpuriu grâu din perioada sa, premiat de Academia Română (1981). Soiul „Suceava 1984” a atins peste 8000 kg/ha, iar „Aniversar” (1987), „Gasparom” și „Magistra” au avut producții de 9000–10000 kg/ha, cu însușiri superioare de panificație. 
Ameliorarea secarei  
A efectuat studii citogenetice, clarificând polimorfismul genetic și variabilitatea cariotipică a secarei. A creat soiul „Gloria” (8000–8500 kg/ha, pai scurt), „Orizont” și „Ergo” (talia 80–100 cm, destinate producerii scleroților de Claviceps purpurea), precum și un soi de secară de primăvară pentru Bucovina. 
Cercetări asupra triticale  
A contribuit la crearea primelor soiuri de triticale din România, „Silver” (1992) și „Prospect” (1993), studiind formele hexaploide și octoploide. Monografia „Triticale. Monografie” (1989) a fost distinsă cu Premiul „Ion Ionescu de la Brad” al Academiei Române. 
Ameliorarea orzoaicei  
A creat primele soiuri autohtone de orzoaică: „Prima” (1998), „Farmec” (1995) și „Maria” (1998), reducând dependența de importuri. A studiat genetica și tehnologiile de producere a semințelor pentru orzoaică de primăvară și toamnă. 

## Activitate managerială
Ilie Gașpăr a ocupat funcții de conducere în cercetare:
- Coordonator național al cercetărilor pentru genetica și ameliorarea cerealelor (grâu, secară, triticale, orzoaică).
- Colaborator apropiat al directorului SCA Suceava, Mihai Cristea, contribuind la modernizarea stațiunii.

A stabilit relații cu institute de cercetare din Europa de Est și Asia, participând la 27 de manifestări științifice internaționale. 

## Lucrări
Ilie Gașpăr a publicat peste 160 de lucrări științifice. Dintre lucrările reprezentative:
- „Soiuri și linii de grâu de toamnă experimentate la Stațiunea Experimentală Suceava”, Probleme agricole, 1965
- „Organizarea loturilor semincere”, Broșură, Suceava, 1965
- „Metode raționale în cultura grâului de toamnă”, IDT București, 1967
- „Rezultate experimentale cu soiuri de orzoaică de perspectivă pentru Podișul Sucevei”, Cercetări Agricole în Moldova, nr. 1, 1968
- „Influența radiațiilor ionizate asupra secarei în primele faze de vegetație”, Probleme de genetică teoretică și aplicată, vol. II, nr. 2, ICCPT Fundulea, 1970
- „Soiuri și linii de orzoaică de primăvară pentru Podișul Sucevei”, CAM, vol. II, 1970
- „Aspecte privind radiosensibilitatea unor specii ale genului Secale” (cu A. Lazanyi), Probleme de genetică teoretică și aplicată, vol. III, nr. 2, ICCPT Fundulea, 1971
- „Cercetări privind cariologia și capacitatea de încrucișare la unele specii de secară”, Probleme de genetică teoretică și aplicată, vol. III, nr. 3, ICCPT Fundulea, 1971
- „Cercetări citogenice și genetice asupra hibrizilor interspecifici de secară din generația F1”, Probleme de genetică teoretică și aplicată, vol. IV, nr. 3, ICCPT Fundulea, 1972
- „Fertilitatea hibrizilor interspecifici F1 și caracterizarea citogenică a acestora”, Probleme de genetică teoretică și aplicată, vol. IV, nr. 3, ICCPT Fundulea, 1972
- „Caracterizarea morfofiziologică a hibrizilor interspecifici de secară din F1”, Probleme de genetică teoretică și aplicată, vol. IV, nr. 3, ICCPT Fundulea, 1972
- „Contribuții la studiul cariologic și al capacității de încrucișare la unele specii din genul Secale 2”, Lucrări științifice, volum omagial (1946–1971), București, 1973
- „Cercetări privind comportarea în cultură a unor soiuri de secară din sortimentul mondial”, Lucrări științifice, volum omagial (1946–1971), București, 1973
- „Probleme teoretice privind sistematica și citogenetica genului Secale 2”, Lucrări științifice, volum omagial (1946–1971), București, 1973
- „Metode folosite și rezultate obținute în ameliorarea secarei în RSR”, Biulleten Vsesoiuznovo Institute Rustenievodstva, Leningrad, 1974
- „Producerea de sămânță la orzoaica de primăvară”, Redacția revistei Agricole, București, 1974
- „Rezultatele experimentale cu soiuri de secară din sortimentul mondial”, Lucrări științifice, volum omagial (1946–1976), București, 1976
- „Metode folosite și rezultate obținute în ameliorarea secarei în RSR”, Lucrări științifice, volum omagial (1946–1976), București, 1976
- „Despre posibilitățile de hibridare ale unor specii de Secale”, Lucrări științifice, volum omagial (1946–1976), București, 1976
- „Valoarea combinativă a unor linii consangvinizate de secară și posibilitatea folosirii lor în obținerea de soiuri sintetice”, Probleme de genetică teoretică și aplicată, vol. X, nr. 5, București, 1978
- „Sterilitatea hibrizilor interspecifici de secară și refacerea fertilității acestora pe măsura creșterii numărului de generații”, Probleme de genetică teoretică și aplicată, vol. X, nr. 5, București, 1978
- „Secara. Monografie”, Editura Academiei Române, București, 1980
- „Variabilitatea și corelația principalelor caractere cantitative la unele forme de secară cu talie scurtă”, Probleme de genetică teoretică și aplicată, București, 1981
- „Resurse genetice vegetale”, Editura Academiei RSR, București, 1981
- „Rezultate experimentale cu soiuri de secară tetraploidă din nordul Moldovei”, CAM, vol. 2, Iași, 1983
- „Soiul de triticale Silver”, Analele ICCPT Fundulea, București, 1984
- „Aspecte genetice de consangvinizare la secară și implicațiile acestora în ameliorare”, Probleme de genetică teoretică și aplicată, vol. XVIII, nr. 1, București, 1986
- „Evaluarea și utilizarea resurselor genetice vegetale”, Editura Academiei RSR, CAM, vol. 4, Iași, 1986
- „Triticale. Monografie”, Editura Academiei Române, București, 1989
- „Soiul de orzoaică de primăvară Prima”, CAM, vol. 2, Iași, 1989
- „Cercetări privind reacția secarei androsterile la infecția ciupercii Claviceps purpurea”, Tul. Herba Romanica, vol. XI, București, 1992
- „Soiul de grâu de toamnă Esențial”, Analele ICPP, vol. LXVIII, 2001
- „Genetica și ameliorarea secarei”, Editura Academiei Române, București, 2002

## Premii și distincții
- Premiul Academiei Române pentru soiul de grâu „Bucovina” (1981)
- Premiul „Ion Ionescu de la Brad” al Academiei Române pentru monografia „Triticale” (1989)
- Medalia și brevetul „Man of the Year”, American Biographical Institute, California (1998)

## Afilieri
- Membru corespondent al Academiei de Științe Agricole și Silvice
- Coordonator național al cercetărilor pentru genetica și ameliorarea cerealelor
- Colaborator al institutelor de cercetare din Europa de Est și Asia